# Ogenne-Camptort
 Ogenne-Camptort  es una población y comuna francesa, en la región de Aquitania, departamento de Pirineos Atlánticos, en el distrito de Oloron-Sainte-Marie y cantón de Navarrenx.

## Demografía
| 322 | 297 | 439 | 319 | 468 | 367 | 471 | 562 | 531 | 506 | 474 | 470 | 477 | 469 | 431 | 428 | 430 | 411 | 417 | 430 | 392 | 393 | 342 | 337 | 318 | 291 | 256 | 228 | 211 | 235 | 220 | 214 | 234 |
| Para los censos de 1962 a 1999 la población legal corresponde a la población sin duplicidades (Fuente: INSEE [Consultar]) |     |     |     |     |     |     |     |     |     |     |     |     |     |     |     |     |     |     |     |     |     |     |     |     |     |     |     |     |     |     |     |     |

## Economía
La principal actividad es la agrícola (ganadería, pastos, policultivo,viñas). El municipio se le caracteriza en la mayor parte por la denominación de origen controlada de AOC bearnés.